# Construccions de pedra seca (els Omellons)
Construccions de pedra seca és una obra del municipi dels Omellons (Garrigues) inclosa en l'Inventari del Patrimoni Arquitectònic de Catalunya.

## Descripció
És una cabana feta de grans carreus de pedra vista irregulars i sense desbastar. Està coberta amb falsa cúpula i té una forma circular cònica. De fet no és una cabana pròpiament dita però el sistema constructiu i l'aspecte és el d'una cabana de vinya feta de pedra seca. En realitat és una cisterna d'aigua, d'aquí que la porta sigui tan sols una finestra elevada del nivell de terra, per a poder agafar-ne aigua. El seu interior ha estat rebaixat uns dos metres de profunditat i després allisat per evitar la pèrdua d'aigua.